# پناهگاه حیات وحش دره انجیر و نی‌باز
پناهگاه حیات وحش دره انجیر و نی باز یک پناهگاه حیات وحش با مساحت ۱۷۴۷۶۲ هکتار است که در استان یزد در ایران قرار دارد. این پناهگاه حیات وحش طبق مصوبهٔ شمارهٔ ۵۹۴ در تاریخ ۱۳۸۱/۳/۲۱ در فهرست مناطق تحت حفاظت سازمان محیط زیست ایران قرار گرفت. این منطقه که در استان یزد واقع شده است، ناحیه‌ای کوهستانی، تپه ماهوری و دشتی با اراضی شور است. پناهگاه حیات وحش دره انجیر شامل سه منطقهٔ ارتفاعی مهم به نام‌های دره انجیر، بوزوا و نی‌باز و دشت‌های مابین آنهاست.
تخمین زده می‌شود که ۳ تا ۵ یوزپلنگ آسیایی در آن زندگی کنند. دامنه ارتفاعی بین ۸۵۰ تا ۲۰۰ متر، میانگین دمای سالیانه ۱۵/۵ درجه سانتی‌گراد و میانگین بارندگی سالیانه ۷۵ میلی‌متر است که موجب ایجاد منطقه‌ای با آب و هوای فراخشک معتدل می‌شود. این منطقه به عنوان محل عبور و مهاجرت یوزپلنگ آسیایی بین مناطق کالمند، بافق، سیاه کوه و نایبندان محسوب می‌شود.
گونه‌های مختلف گیاهی انجیر وحشی، بادام کوهی، بنه، قیچ، تاغ، گز، خارشتر، اسپند، تلخه بیان، کلاه میرحسن و اسکنبیل می‌شود. گونه‌های جانوری شامل جبیر، قوچ و میش، بز و پازن، خرگوش، روباه معمولی و پلنگ می‌شود.